# 신해혁명 (영화)
신해혁명(辛亥革命, 1911)은 중국에서 제작된 성룡, 장 리 감독의 2011년 액션, 모험, 드라마 영화이다. 조문선 등이 주연으로 출연하였다.

## 출연

### 주연
- 조문선
- 성룡
- 강무
- 린펑
- 왕학기
- 지앙 웬리
- 여소군
- 방조명
- 리빙빙
- 장쯔이
- 쑨춘
- 호명
- 조안 첸
- 메이팅

## 제작진
- 출품인: 리빙빙